# Superpohár UEFA 2006
Superpohár UEFA 2006 byl 31. ročník jednozápasové soutěže zvané Superpohár UEFA a pořádané Evropskou fotbalovou asociací UEFA. Zápas se odehrál 25. srpna 2006 na Stade Louis II. v Monaku. Účastníky byly španělské celky FC Barcelona – vítěz Ligy mistrů UEFA 2005/06 a Sevilla FC – vítěz Poháru UEFA 2005/06.

## Týmy
| Tým          | Kvalifikace                    | Předchozí účast (tučně vítězné roky) |
| ------------ | ------------------------------ | ------------------------------------ |
| FC Barcelona | vítěz Ligy mistrů UEFA 2005/06 | 1979, 1982, 1989, 1992, 1997, 2006   |
| Sevilla FC   | vítěz Poháru UEFA 2005/06      | 2006                                 |

## Detaily zápasu
| 25. srpna 2006 20:45 SELČ |        |                                          |                                                                          |
| FC Barcelona              | 0 : 3  | Sevilla FC                               | Stade Louis II., Monako diváci: 17.480 rozhodčí: Stefano Farina (Itálie) |
|                           | report | Renato 7' Kanouté 45' Maresca 89' (pen.) | Stade Louis II., Monako diváci: 17.480 rozhodčí: Stefano Farina (Itálie) |

| FC Barcelona | Sevilla FC |

| BR             | 1  | Víctor Valdés      |     |     |
| PO             | 2  | Juliano Belletti   |     |     |
| SO             | 4  | Rafael Márquez     |     |     |
| SO             | 5  | Carles Puyol       |     |     |
| LO             | 16 | Sylvinho           | 47' | 72' |
| DZ             | 6  | Xavi               |     | 57' |
| SZ             | 3  | Thiago Motta       |     | 57' |
| SZ             | 20 | Deco               |     |     |
| PÚ             | 19 | Lionel Messi       |     |     |
| LÚ             | 10 | Ronaldinho         |     |     |
| SÚ             | 9  | Samuel Eto'o       |     |     |
| Náhradníci:    |    |                    |     |     |
| BR             | 25 | Albert Jorquera    |     |     |
| O              | 11 | Gianluca Zambrotta |     |     |
| O              | 21 | Lilian Thuram      |     |     |
| O              | 23 | Oleguer Presas     |     |     |
| Z              | 8  | Ludovic Giuly      |     | 72' |
| Z              | 24 | Andrés Iniesta     |     | 57' |
| Ú              | 7  | Eiður Guðjohnsen   |     | 57' |
| Trenér:        |    |                    |     |     |
| Frank Rijkaard |    |                    |     |     |

| BR           | 1  | Andrés Palop       | 77' |     |
| PO           | 4  | Dani Alves         | 54' |     |
| SO           | 2  | Javi Navarro       | 60' |     |
| SO           | 14 | Julien Escudé      | 85' |     |
| LO           | 3  | David Castedo      |     |     |
| PZ           | 15 | Jesús Navas        |     | 75' |
| SZ           | 8  | Christian Poulsen  |     |     |
| SZ           | 11 | Renato             |     |     |
| LZ           | 6  | Adriano Correia    |     | 81' |
| SÚ           | 10 | Luís Fabiano       |     | 46' |
| SÚ           | 12 | Frédéric Kanouté   | 49' |     |
| Náhradníci:  |    |                    |     |     |
| BR           | 13 | David Cobeño       |     |     |
| O            | 19 | Ivica Dragutinović |     |     |
| O            | 24 | Andreas Hinkel     |     |     |
| Z            | 16 | Antonio Puerta     |     | 81' |
| Z            | 18 | José Luis Martí    |     | 46' |
| Z            | 25 | Enzo Maresca       | 90' | 75' |
| Ú            | 7  | Javier Chevantón   |     |     |
| Trenér:      |    |                    |     |     |
| Juande Ramos |    |                    |     |     |

| Muž zápasu: Dani Alves (Barcelona) Asistenti rozhodčího: Marco Ivaldi (Itálie) Alessandro Griselli(Itálie) Čtvrtý rozhodčí: Matteo Trefoloni(Itálie) Pravidla zápasu - 90 minutová základní hrací doba. - 30 minut času navíc v případě prodloužení. - Penaltový rozstřel v případě nerozhodného stavu i po prodloužení. - Nahlášení sedmi náhradníků, z nichž mohli být v zápase použiti tři. |